# 卡魯城堡
卡魯城堡（英語：Carew Castle）是位於英國威爾斯彭布羅克郡的一座城堡。卡魯城堡由卡魯家族所有，但卡魯家族已將管理權交給彭布羅克郡海岸國家公園。建築由本地的石灰岩築成。卡魯城堡所在地用於修建軍事建築的歷史至少有2000年。

## 外部連結
- Carew Castle at castles-of-wales.com
- Carew Castle & Tidal Mill - Official Website （页面存档备份，存于）
- MyPembrokeshire.com - History & Heritage - Carew Castle[永久]
- www.geograph.co.uk : photos of Carew Castle and surrounding area （页面存档备份，存于）